# Leur dernière parole
Pour plus de détails, voir Fiche technique et Distribution.
Leur dernière parole (Последната дума, Poslednata duma) est un film bulgare réalisé par Binka Jeliaskova, sorti en 1973.

## Synopsis
Les derniers jours de six femmes, prisonnières politiques, condamnées à mort.

## Fiche technique
- Titre : Leur dernière parole
- Titre original : Последната дума, Poslednata duma
- Réalisation : Binka Jeliaskova
- Scénario : Binka Zhelyazkova d'après le poème de Stefan Tsanev
- Musique : Simeon Pironkov
- Photographie : Boris Yanakiev
- Montage : Madlena Dyakova
- Société de production : Boyana Film
- Pays de production :  Bulgarie
- Genre : drame
- Durée : 118 minutes
- Dates de sortie :
  - Bulgarie : 7 septembre 1973

## Distribution
- Iana Guirova : Ana
- Tzvetana Maneva : Uchitelkata
- Aneta Petrovska : Chernata Maria
- Emilia Radeva : Shivachkata
- Leda Taseva : Vera Stoyanova
- Bella Tsoneva : Yana

## Distinctions
Le film a été présenté en sélection officielle en compétition au Festival de Cannes 1974.